# Вёкса (приток Вочи)
Вёкса — река в Чухломском и Солигаличском районах Костромской области России. Вытекает из Чухломского озера. Левый приток реки Воча (бассейн Костромы). Длина — 34,1 км, площадь водосборного бассейна — 784 км². Самый большой приток — Середенка (левый).
Высота истока — 148 м над уровнем моря.
Вёкса вытекает из Чухломского озера в его северо-западной оконечности, исток перегорожен плотиной, регулирующей расход воды в реке. После истока Вёкса течёт на север, сильно петляя. В верхнем и среднем течении ширина реки составляет 10—15 метров; берега, вначале низкие и подтопленные, ниже становятся высокими и лесистыми. В русле камни и небольшие перекаты, течение быстрое.
В нижнем течении река загрязнена остатками лесосплава.
Впадает в Вочу в селе Коровново Солигаличского района.
Государственный водный реестр России, наоборот, рассматривает Вочу как приток Вёксы. Длина Вёксы вместе с участком Вочи от впадения Вёксы до устья составляет 43 км, площадь бассейна этой реки — 1360 км².
Этимология названия восходит к угро-финскому vuoksi — поток (ср. вуокса). Такое имя часто носят реки, вытекающие из озёр на севере России.